# Jūjin yuki Otoko
Jūjin yuki Otoko (獣人雪男? lett. "L'Uomo delle nevi bestia-uomo"), è un film giapponese del 1955 diretto da Ishirō Honda.
Pellicola tokusatsu distribuita in Giappone nel 1955 mentre negli Stati Uniti uscì nel 1958, esiste in due versioni. in Giappone della durata di 94 minuti e negli USA di 63 minuti. Venne prodotta dallo stesso team di Godzilla: Ishirō Honda, Eiji Tsuburaya e Tomoyuki Tanaka.
La versione statunitense, intitolata Half Human, vide nuove scene girate da Kenneth G. Crane.

## Trama
Degli escursionisti scoprono una gigantesca creatura simile a uno yeti (ovvero "Snowman") sulle Alpi giapponesi. Una squadra di un circo tenta di catturare il mostro ma accidentalmente uccidono suo figlio. Snowman si infuria e uccide gli uomini del circo, distrugge un villaggio e rapisce una donna. Un escursionista insieme all'unica superstite del villaggio si introducono nella caverna della creatura. La ragazza nativa salva la donna attaccando Snowman, ma ambedue cadono dentro una fossa vulcanica.